# Aristides Pereira
Aristides Maria Pereira (Boa Vista, 17 novembre 1923 – Coimbra, 22 settembre 2011) è stato un politico capoverdiano.
È stato presidente della repubblica di Capo Verde dal 1975 al 1991.

## Biografia
Figlio del maggior gestore dei servizi di telecomunicazione della Guinea-Bissau, assai prima dell'indipendenza dell'isola di Capo Verde aderì al movimento anticolonialista e nel 1956, insieme ad Amílcar Cabral, fu uno dei fondatori del PAIGC, il Partito Africano per l'Indipendenza della Guinea e di Capo Verde, che si prefiggeva di liberare i due paesi dal dominio portoghese e di unirli in un unico Stato.
Esiliato in Guinea nel 1960, fu vicesegretario generale del PAIGC dal 1964 al 1972; dopo l'assassinio di Cabral, avvenuto nel gennaio del 1973, fu nominato segretario generale del partito e l'anno successivo rientrò a Capo Verde. Nel 1981, a seguito di un colpo di Stato in Guinea-Bissau, promosso da Nino Vieira (suo vecchio compagno di lotta anticolonialista), Pereira formò a Capo Verde un nuovo partito: il PAICV (Partito Africano dell'Indipendenza di Capo Verde), di cui venne nominato segretario generale.
Lo stesso anno divenne presidente della repubblica; la sua politica fu improntata alla creazione di stretti legami con altre ex colonie portoghesi, dove si erano stabiliti molti emigranti di Capo Verde. Nel 1984 Pereira assunse un ruolo attivo nei negoziati tra i paesi sudafricani e si recò in visita ufficiale in molti degli stati di recente formazione, stabilendo fruttuose relazioni con lo Zimbabwe. Nel 1990 varò una nuova legislazione multipartitica: il PAICV cessò di essere un partito unico e alle elezioni del 1991 Pereira venne battuto da António Mascarenhas Monteiro. Fu il primo capo di Stato africano dell'epoca moderna a cedere il potere in seguito a libere elezioni democratiche.